# Federación Internacional de Archivos Fílmicos
La Federación Internacional de Archivos Fílmicos (en francés: Fédération internationale des archives du film, FIAF) fundada en París en 1938 por el British Film Institute, la Cinémathèque française, el Museo de Arte Moderno de Nueva York y el Reichsfilmarchiv de Berlín, es una asociación a la pertenecen más de 150 instituciones, de más de 77 países, dedicadas a la conservación y difusión del patrimonio cinematográfico.  
Esta organización tiene su sede en Bruselas, Bélgica. 

## Premios FIAF
En 2001 se crea el premio FIAF. 
| Año  | Ganador (es)                            |
| ---- | --------------------------------------- |
| 2019 | Jean-Luc Godard                         |
| 2018 | Apichatpong Weerasethakul               |
| 2017 | Christopher Nolan                       |
| 2016 | Jean-Pierre Dardenne & Luc Dardenne     |
| 2015 | Yervant Gianikian & Angela Ricci Lucchi |
| 2014 | Jan Švankmajer                          |
| 2013 | Agnès Varda                             |
| 2011 | Kyōko Kagawa                            |
| 2010 | Liv Ullmann                             |
| 2009 | Rithy Panh                              |
| 2008 | Nelson Pereira dos Santos               |
| 2007 | Peter Bogdanovich                       |
| 2006 | Hou Hsiao-Hsien                         |
| 2005 | Mike Leigh                              |
| 2004 | Geraldine Chaplin                       |
| 2003 | Ingmar Bergman                          |
| 2002 | Manoel de Oliveira                      |
| 2001 | Martin Scorsese                         |